# UNStudio

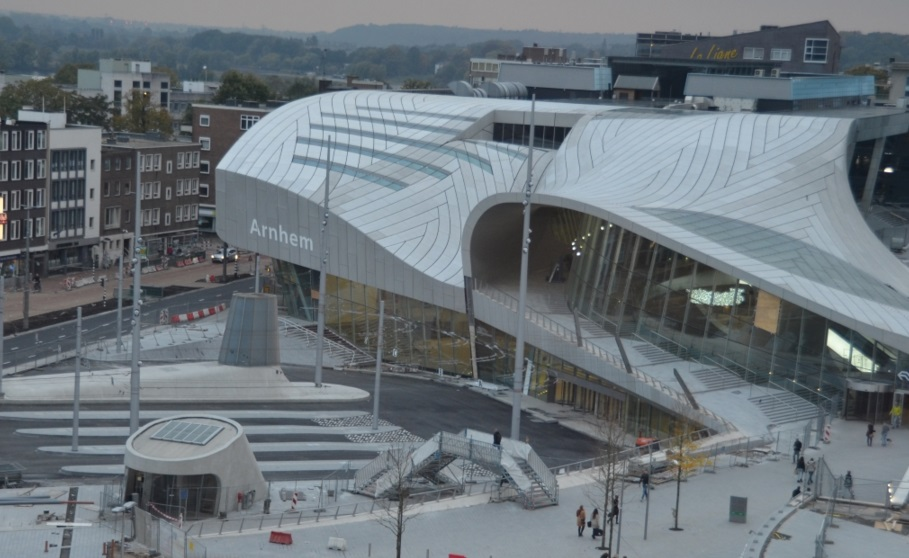
Arnhems centralstation, en av UNStudios projekt.

UNStudio är ett internationellt arkitekt- och designkontor med säte i Amsterdam, bildat 1998 av Ben van Berkel och Caroline Bos. UN står för United Network.
De båda startade redan 1988 ett arkitektkontor som rönte stora framgångar i Nederländerna under 1990-talet, men ville i och med UNStudio utöka sin verksamhet. Idag arbetar man med byggnadsprojektering i alla skalor och för de flesta ändamål, liksom med stadsplanering, infrastruktur, inredning och produktdesign. Företaget har idag en mindre fast kärna av anställda, men hyr inför varje projekt in diverse konsulter inom olika områden så att det totala antalet anställda uppgår till runt 60. På detta sätt har man kunnat utveckla en gedigen teknisk kunskap, som också kännetecknar företagets arkitektoniska stil.

## Projekt (i urval)
- 2006 - Talee Plaza, Kaohsiung, Taiwan
- 2003 - 2005 Galleria Department Store, Seoul, Korea
- 2002 - Ground Zero, New York, USA
- 2002 - 2007 Theater Agora, Lelystad, Nederländerna
- 2001 - 2006 Mercedes-Benz-Museum, Stuttgart, Tyskland
- 2000 - 2003 Paviljong Living Tomorrow, Amsterdam, Nederländerna
- 1999 - 2004 La Defense, Almere, Nederländerna
- 1990 - 1996 Erasmusbron, Rotterdam, Nederländerna